# Pelusios castaneus
Pelusios castaneus (Schweigger, 1812) è una specie di tartaruga della famiglia Pelomedusidae.

## Descrizione

### Areale e habitat
Distribuita lungo la costa atlantica dell'Africa occidentale, dalla Guinea al Senegal all'Angola e alla Repubblica Centro Africana, Isola di Sao Tome. Introdotta nelle Antille e a Guadalupe. Vive in fiumi a lento corso, stagni, foresta allagate. Quando l'acqua si ritira, va in estivazione infilandosi nel fango.

## Biologia

### Caratteristiche
Carapace lungo in media 29 cm, è ovale e allungato con colorazione dal nero al caramello al marrone-castano. Il piastrone è di colore uniforme scuro o bruno e presenta un'unica grande macchia giallo-crema al centro. La pelle è scura tendente al marrone.

### Accoppiamento e riproduzione
L'accoppiamento avviene tra febbraio e marzo. Le femmine depongono 6-16 uova in più deposizioni annue.

### Alimentazione
Si nutre di piccoli invertebrati e piante acquatiche.

### Conservazione
Not Listed (IUCN). In passato inserita nell'allegato 3 della Convenzione di Washington, oggi è commercializzata in alcuni Paesi dove viene cacciata per la sua carne